# Marinus van den Berge
Marinus van den Berge, född 12 mars 1900 i Rotterdam, död 23 oktober 1972 i Rotterdam, var en nederländsk friidrottare.
Han blev olympisk bronsmedaljör på 4 x 100 meter vid sommarspelen 1924 i Paris.